# تريمونت (إلينوي)
تريمونت (بالإنجليزية: Tremont)‏ هي منطقة سكنية تقع في الولايات المتحدة في مقاطعة تيزويل. يقدر عدد سكانها بـ 5,500 نسمة .

## الموقع الجغرافي
الموقع الجغرافي للمناطق المحيطة بهذه النقطة هو كالتالي:

## أعلام
- ويليام إس. غريني
- بوني كوبر